# Da-Vinci-Globus
Der Da-Vinci-Globus, auch bekannt als Straußenei-Globus, ist ein Globus, der möglicherweise aus der Renaissance stammt und von Leonardo da Vinci entworfen worden sein könnte. Sein Entdecker datiert ihn auf die Zeit um 1504 und sieht ihn als Prototyp für den Hunt-Lenox-Globus sowie den ersten bekannten Globus, der die Neue Welt darstellt. Andere Historiker argumentieren dagegen, der Globus sei ein 1984 angefertigter Abguss des Hunt-Lenox-Globus.

## Hintergrund
Der Besitzer des Globus, Stefaan Missinne, gibt an, dass Leonardo da Vincis Zeichnung einer bislang unbekannten Weltkarte von 1503, die die Küste von Brasilien darstellt, eine Vorzeichnung für den Globus gewesen sei. Dies deute darauf hin, dass Leonardo von der Entdeckung Amerikas durch Christoph Kolumbus wusste. Sollte das Alter stimmen, wäre der Da-Vinci-Globus aus dem Jahr 1504 der älteste bekannte erhaltene Globus, der die Neue Welt darstellt. Nach Untersuchungen eines internationalen Forschungsteams um Martina Pippal handelt es sich bei dem Globus allerdings um einen von mindestens vier Abgüssen, die auf ein Silikon-Negativ zurückgehen, das 1984 vom Hunt-Lenox-Globus abgenommen wurde.

## Beschreibung
Die hohle Kugel besteht nach Angaben von Missinne aus den zusammengefügten unteren Hälften zweier Straußeneier. In der unteren Hälfte des unteren Teils wurde ein mit Eiweiß verklebtes Gegengewicht aus Kalzium hinzugefügt, um den Globus aufrecht zu halten, da der Globus keine Halterung besitzt.
Der Maßstab des Globus beträgt 1:80.000.000 und sein Durchmesser beträgt etwa 11,2 cm. Er wiegt 134 Gramm. Die Nord-Süd-Achse ist vertikal und spiegelt das Denken von Aristoteles wider. Der Zwilling des Globus, der Hunt-Lenox-Globus, der die Erde als das Zentrum einer Armillarsphäre darstellt und sich in der New York Public Library befindet, ist laut Missinne ein Abguss aus rotem Kupfer, während er laut Pippal die Vorlage des Negativs darstellt, von dem der Da-Vinci-Globus ein Abguss ist.
Der Da-Vinci-Globus zeigt zahlreiche Bildmotive, darunter Schiffe, einen Vulkan, Matrosen, ein hybrides Seeungeheuer, Meereswellen, kegelförmige Berge, Flüsse, Küstenlinien und ein dreieckiges Anagramm.

## Entdeckung und Herkunft
Der Globus wurde 2012 auf der IMCOS Map Fair in der Royal Geographical Society in London zum Verkauf angeboten. Seine Ähnlichkeit mit dem Lenox-Globus wurde 2012 vom ehemaligen Präsidenten der Coronelli-Gesellschaft, Rudolf Schmidt, und 2013 vom Kunstexperten Géza von Habsburg bestätigt. Im August 2013 veröffentlichte Discover Magazine einen der ersten populären allgemeinen Artikel über den Globus.
Eine Analyse der italienischen Forscherin Elisabetta Gnignera stellte fest, dass die Frisur eines ertrinkenden Seemannes, die in einer Gravur dargestellt ist, mit dem von Missinne vertretenen Entstehungsdatum und der Provenienz des Globus kompatibel ist. Missinne wies nach, dass die Gravur eines Schiffes im südlichen Indischen Ozean identisch ist mit dem Modell eines Schiffes, das in einem Codex von Francesco di Giorgio Martini – datiert zwischen 1487 und 1490 – abgebildet ist. Leonardo besaß diesen Codex, und es ist das einzige bekannte Manuskript mit Anmerkungen von ihm.
Auf der unteren Hälfte des Globus befindet sich ein rotes Kupfertröpfchen, das Arsen enthält, eine chemische Substanz, die dem Kupfer hinzugefügt wird, um seine rote Farbe zu erhalten, und von der bekannt ist, dass Leonardo sie verwendete. Der Lenox-Globus weist keine grüne oder schwarze Patina auf, was für Kupfer ohne Zusatz von Arsen, das der Luft ausgesetzt ist, normal ist. Ein Vergleich des Materials des Da-Vinci-Globus mit einer zoologischen Straußeneierschale mittels Raman-Spektroskopie-Analyse kam zu dem Ergebnis, dass der Da-Vinci-Globus aus natürlicher Eierschale besteht.
Die Hypothese, dass der da-Vinci-Globus aus dem Jahr 1504 auf der Grundlage der fälschlicherweise so genannten Waldseemüller-Globenstreifen hergestellt wurde, ist widerlegt. Diese  Globenstreifen stellen einen stark vereinfachten kartografischen Inhalt dar und waren nie zum Aufkleben auf einen Globus gedacht. Nach Elly Dekker wurden diese Globenstreifen nicht gemacht, um Globen zu konstruieren, sondern nur um die zugrunde liegende Idee zu erklären. Die Abstufung der Meridiane beträgt jeweils 18 Grad (statt 10). Außerdem ist der Name Amerika eindeutig dargestellt, und es gibt weder in den Toponymen noch in der Art der Buchstaben, noch in den Schiffen, Wellen, Ungeheuern und anderen komplizierten Details auf dem da Vinci-Globus irgendeine Übereinstimmung. Die Weltkarte (Globenstreifen) stammt aus der Zeit nach 1517, wie Stefaan Missinne.

## Rezeption
Neueste Forschungen haben gezeigt, dass der Jagiellonen-Globus, auch bekannt als Globus Jagellonicus, aus dem Jahr 1510 eine auffallende Ähnlichkeit mit dem Lenox- und dem Da-Vinci-Globus aufweist. Der Jagiellonen-Globus wird dem französischen Uhrmacher Jean Coudray zugeschrieben, der eine italienische Armillarsphäre nach einem Entwurf von Leonardo da Vinci kopiert hat.
Die von Missinne präsentierten „Beweise“ für seine Theorie zur Zusammensetzung und Herkunft des Globus’ werden von Journalisten und Historikern in Zweifel gezogen.

## Weiterführende Literatur
- L. Salvatelli, J. Constable, Riflessi (ed enigmi) in una sfera di vetro, in Medioevo, 279 (2020), S. 12–16.
- L. Salvatelli, J. Constable, Some Notes on Magnifying Globes and the Salvator Mundi